# Пюрика (приток Войдомы)
Пюрика — река в России, протекает по Муезерскому району Карелии.
Исток — озеро Пюрика, в которое впадает Аймо. Устье реки находится в 5,6 км от устья Войдомы по правому берегу. Длина реки составляет 8 км, площадь водосборного бассейна — 405 км². Река порожиста.
Пересекает железную дорогу Брусничная — Лендеры в 2,5 км восточнее станции Лендеры. Сам посёлок Лендеры находится ещё в нескольких километрах на запад.

## Данные водного реестра
По данным государственного водного реестра России относится к Балтийскому бассейновому округу, водохозяйственный участок реки — Реки Карелии бассейна Балтийского моря на границе РФ с Финляндией, включая оз. Лексозеро. Относится к речному бассейну реки Реки Карелии бассейна Балтийского моря.
Код объекта в государственном водном реестре — 01050000112102000010266.

## Название
Перед железнодорожным мостом, в обоих направлениях, название реки указано, как «р. Лендерка» (см. галерею).

## Галерея

Река Пюрика
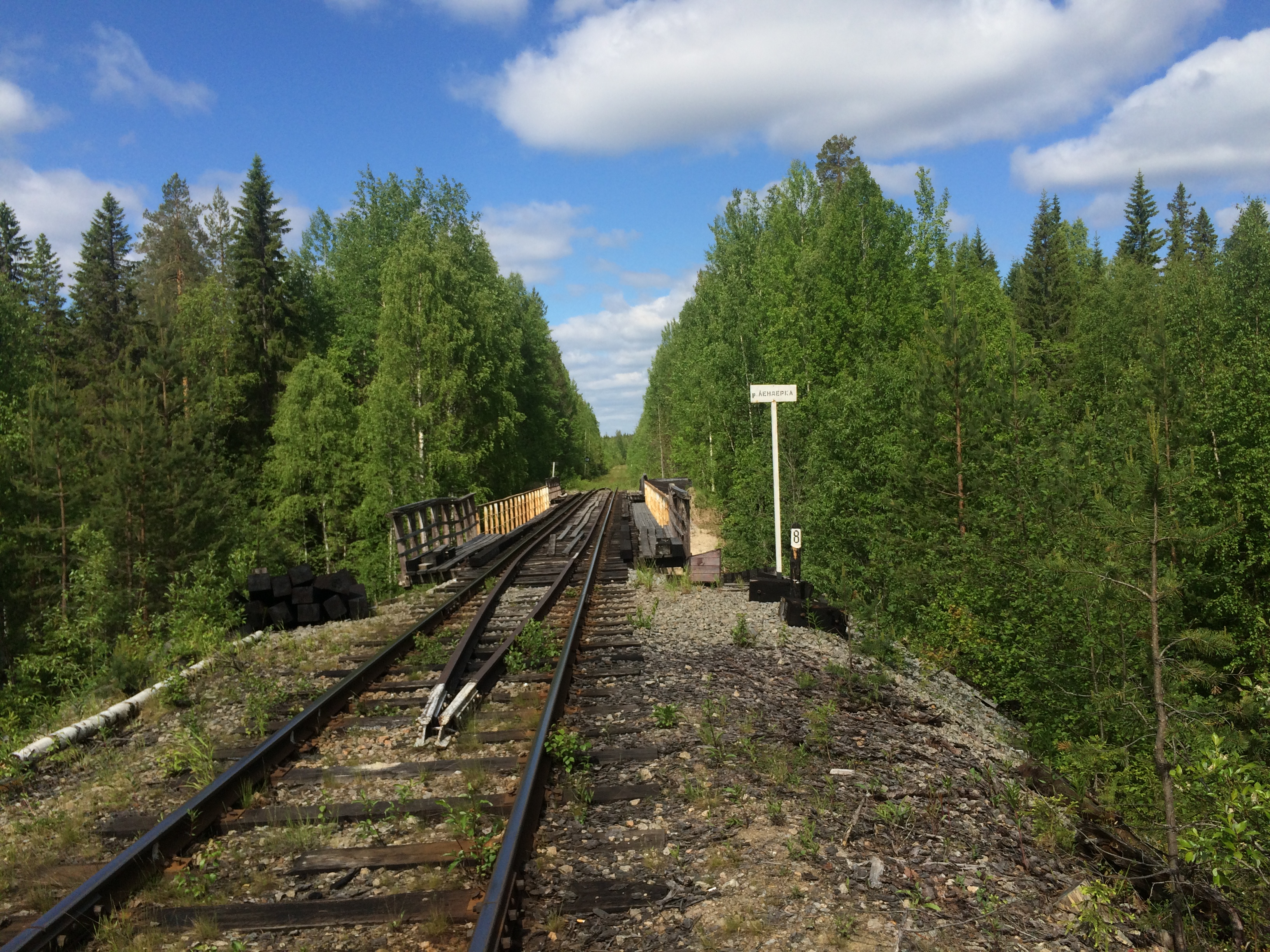
Железнодорожный мост через р. Пюрика. Вид в сторону ст. Лендеры.
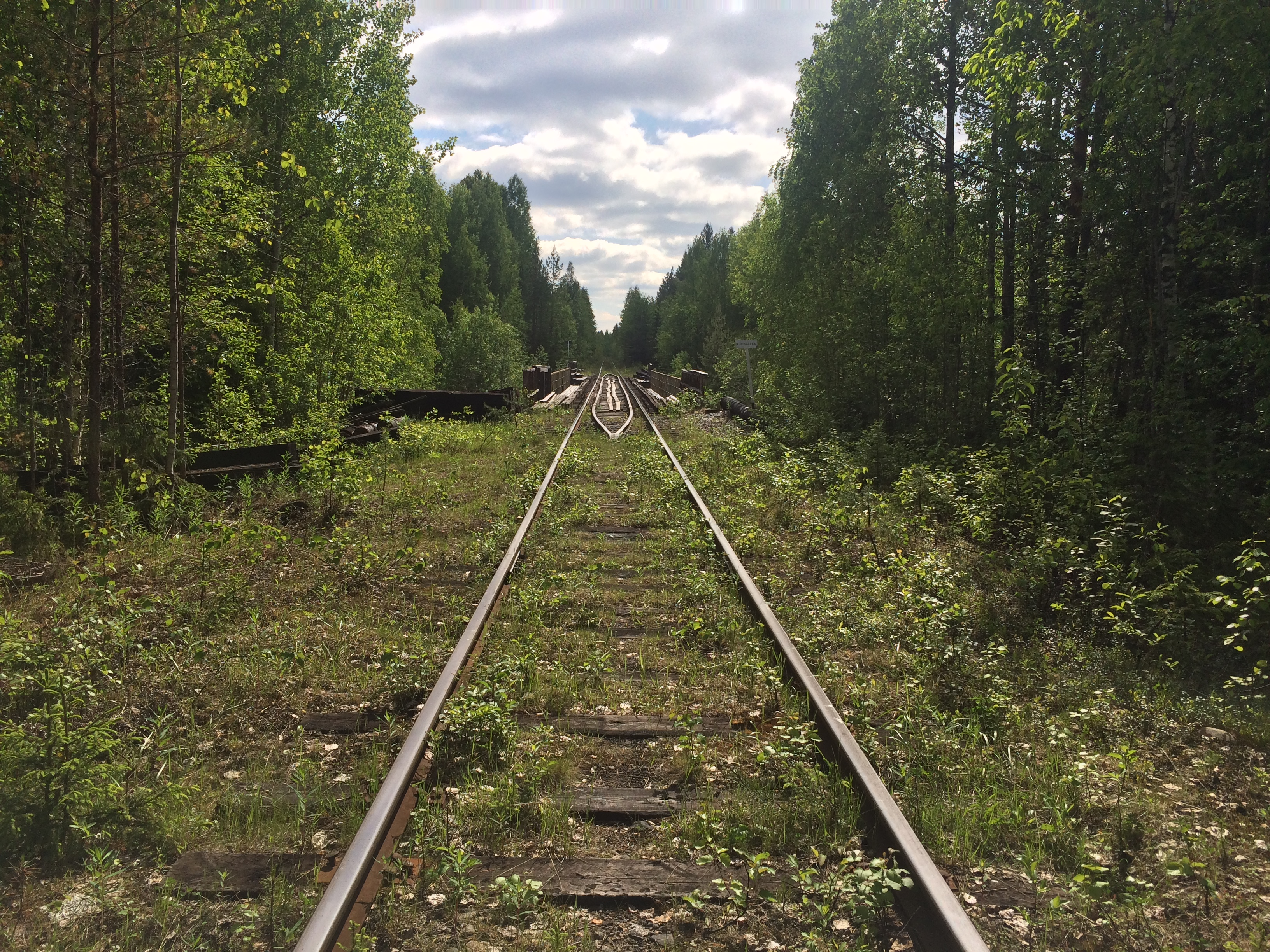
Железнодорожный мост через р. Пюрика. Вид в сторону рзд. 197 км.
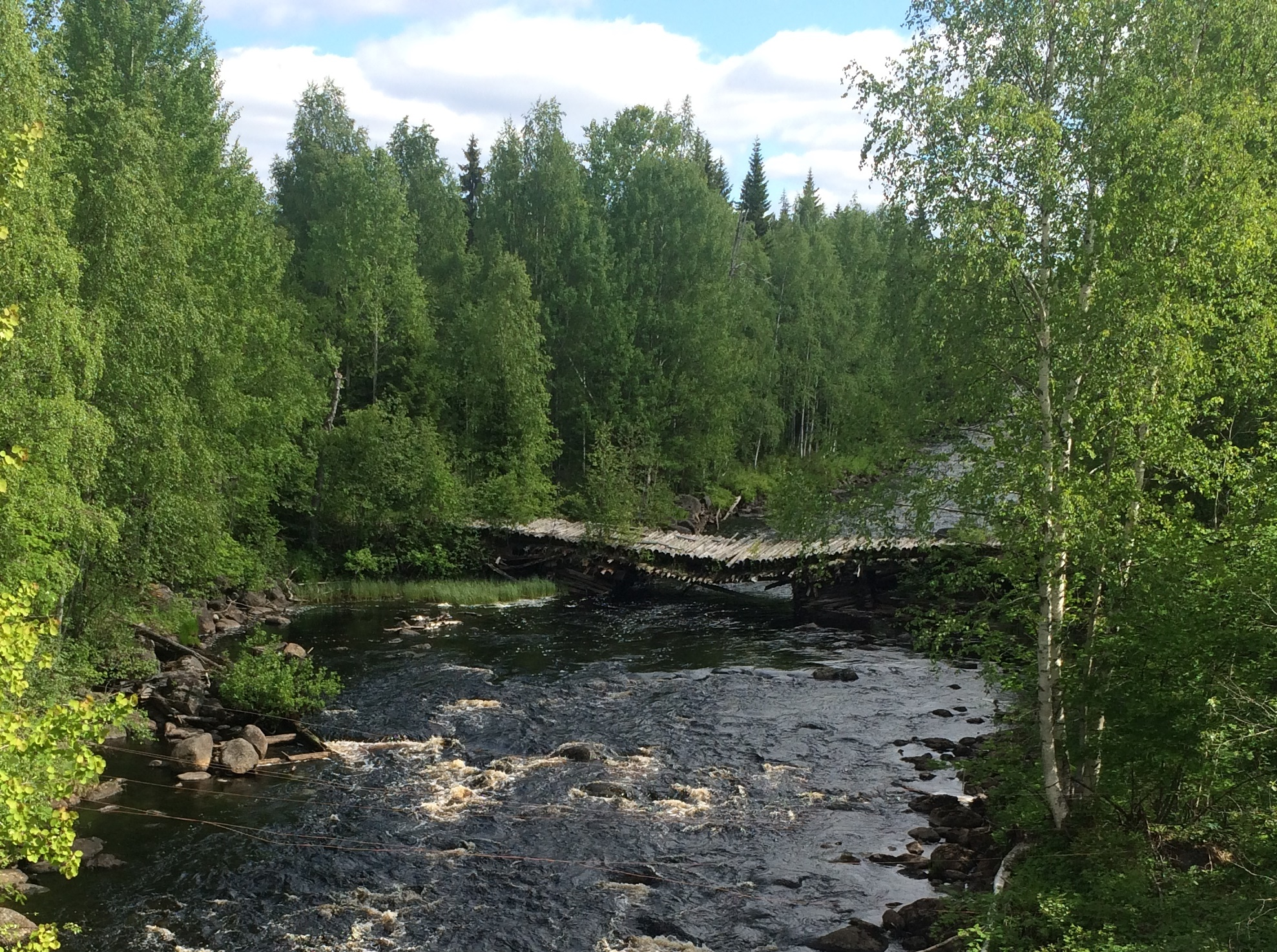
Автомобильный мост через р.Пюрика. Вид с ЖД моста на северо-восток.